# لورانس روزين (محامي)
لورانس روزين (بالإنجليزية: Lawrence Rosen)‏ هو مهندس ومحامي أمريكي، (و. القرن 20  م).